# Biserica Târca-Vitan

Biserica Târca-Vitan

Biserica Târcă-Vitan, cu hramul Înălțarea Domnului este o biserică ortodoxă, construită în stil neobizantin, în cartierul Vitan, în sud-estul orașului București, pe versantul stâng al Dâmboviței. Este monument istoric, cod LMI B-II-m-B-19882.
Biserica a fost construita de catre Răducanu Poenaru, nepotul familiei Poenaru (numit și Târcă Poenaru). Se spune că denumirea de "Târcă" dată bisericii vine de la această poreclă.